# All-Ireland Senior Football Championship 1949
L'All-Ireland Senior Football Championship del 1949 fu l'edizione numero 63 del principale torneo irlandese di calcio gaelico. Meath si impose per la prima volta nella sua storia.

## All-Ireland Championship

### Connacht
| Roscommon 30 luglio 1949 Finale | Mayo | 4-6 – 0-3 | Leitrim |  |

### Leinster
| Dublino 31 luglio 1949 Finale | Meath | 4-5 – 0-6 | Westmeath | Croke Park |

### Munster
| 1949 Finale | Cork | 3-6 – 0-7 | Clare |  |

### Ulster
| 31 luglio 1949 Finale | Cavan | 1-7 – 1-6 | Armagh | Clones (24.000 spett.) |

### All-Ireland Championship
| Dublino 14 agosto 1949 Semifinale | Meath | 3-10 – 1-10 | Mayo | Croke Park (48.200 spett.) |

| Dublino 21 agosto 1949 Semifinale | Cavan | 1-9 – 2-3 | Cork | Croke Park (49.789 spett.) |

| Dublino 25 settembre 1949 Finale | Meath | 1-10 – 1-6 | Cavan | Croke Park (79.460 spett.) |